# Escudo de Wurtemberg
El escudo de armas del Reino de Wurtemberg muestra tres cuernos negros en palo que representan Wurtemberg a la diestra (a la izquierda para el espectador); y tres leones pasantes negros de Suabia medieval a la siniestra (a la derecha para el espectador), ambos en un campo de oro.
Fue formalmente adoptado por el rey Guillermo el 30 de diciembre de 1817, perdurando entre 1817 y 1922, ocasionalmente siendo visto en la bandera del estado en este periodo.
Esta versión derivaba del escusón en el centro del mucho más grande y elaborado escudo de armas utilizado cuando Wurtemberg fue elevado al estatus de reino en 1806. Wurtemberg había recientemente adquirido varios territorios bajo el sistema de mediatización, e incorporó su heráldica en sus armas, resultando en un sobrecomplicado diseño. Esto causó la necesidad de elegir algo mucho más simple, y las armas de 1817 tenían los dos elementos esenciales —3 leones por toda la región de Suabia, y 3 cuernos por su mayor dinastía gobernante.
Para 26 de diciembre de 1816, el Reino también había establecido los colores rojo y negro para su bandera; oro y negro siendo demasiado similar a la dinastía de los Habsburgo gobernante en Austria, y rojo y oro siendo los colores de Wurzburgo, sus aliados en las Guerras Napoleónicas.

## Las armas ducales 1495-1806[3]
El motivo del cuerno de ciervo había sido usado durante al menos cinco siglos previamente por los Condes de Wurtemberg. Desde 1495 el escudo de armas del ducado incluía 4 cuarteles como se muestra más abajo. Su simbolismo es:

### Armas

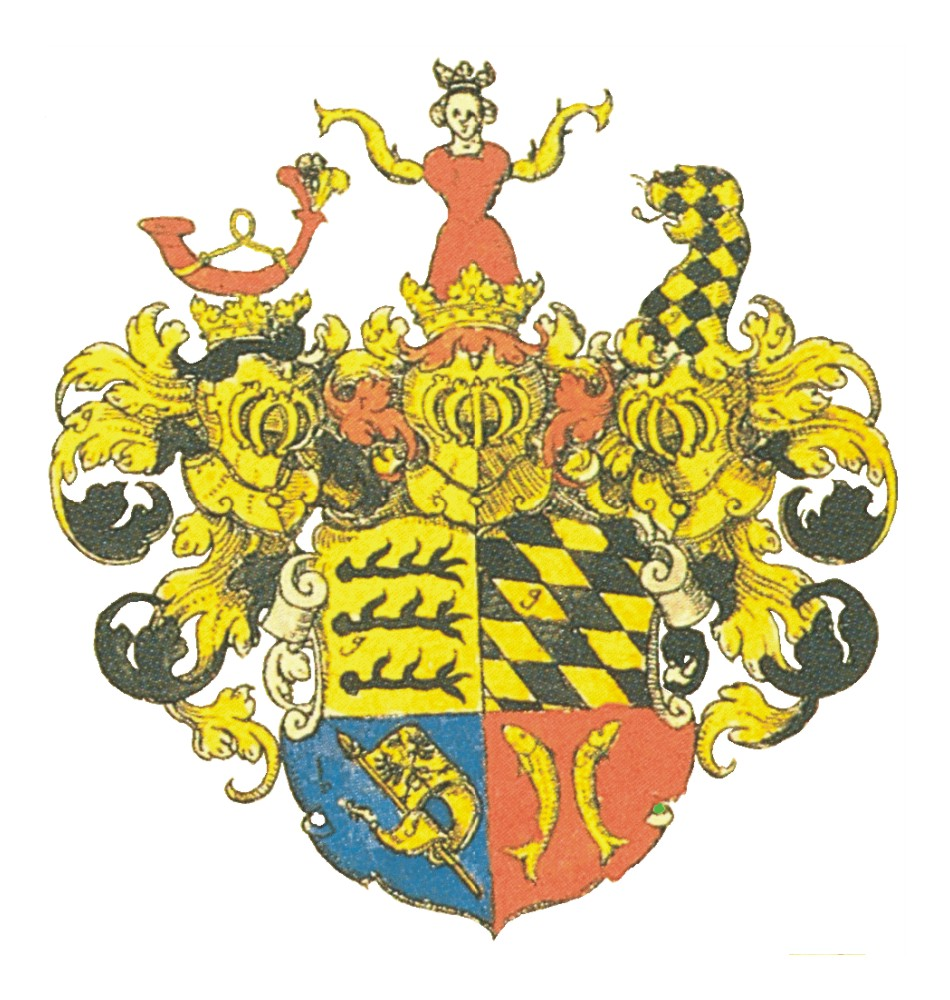
Las armas ducales en 1703

- En un campo de oro, tres astas de ciervo de 4 ramas - El Condado/Ducado de Wurtemberg, cuya sede original era el castillo de Wurtemberg en lo alto de una colina cerca de Stuttgart. Se basa en las armas de sus primos, los Condes de Nellenburg [3 astas azules en un campo de oro].
- Lozengy (un campo geométrico de lozenges - o formas de anchos rombos) en curva (oblicuos de arriba a la derecha a abajo a la izquierda) de negro y oro - el Ducado de Teck, adquirido en 1381. Los posteriores morganáticos Duques de Teck (1871-1918) diferenciaron sus armas como Lozengy en curva a siniestra (oblicuos de arriba a la izquierda a abajo a la derecha).
- En un campo azul, una águila negra en vuelo (en una bandera ondeando en la brisa) en un campo de oro - como miembro del Sacro Imperio Romano Germánico.
- En un campo rojo, dos peces de oro espalda contra espalda, haurient ("respirando" - en palo (vertical) y con la cabeza hacia arriba), y mostrados en curva, flexionados o doblados - Condado de Mompelgard, un exclave en propiedad que pasó por matrimonio a la familia real de Wurtemberg en 1397; en la actualidad Montbéliard, Franco-Condado, Francia.

## Usado después de 1918
Después de la abdicación del último rey en 1918, el Estado Libre Popular de Wurtemberg continuó utilizando el motivo de los tres cuernos y la bandera anterior del reino en su escudo de armas. En la actualidad al versión mayor del Escudo de armas de Baden-Wurtemberg incluye los tres leones de Suabia y un pequeño escudo en la parte superior con los tres cuernos de Wurtemeberg. Las armas pueden verse en la actualidad en la marca comercial de Porsche, una firma local.

Escudo del Estado Libre Popular de Wurtemberg

## Galería

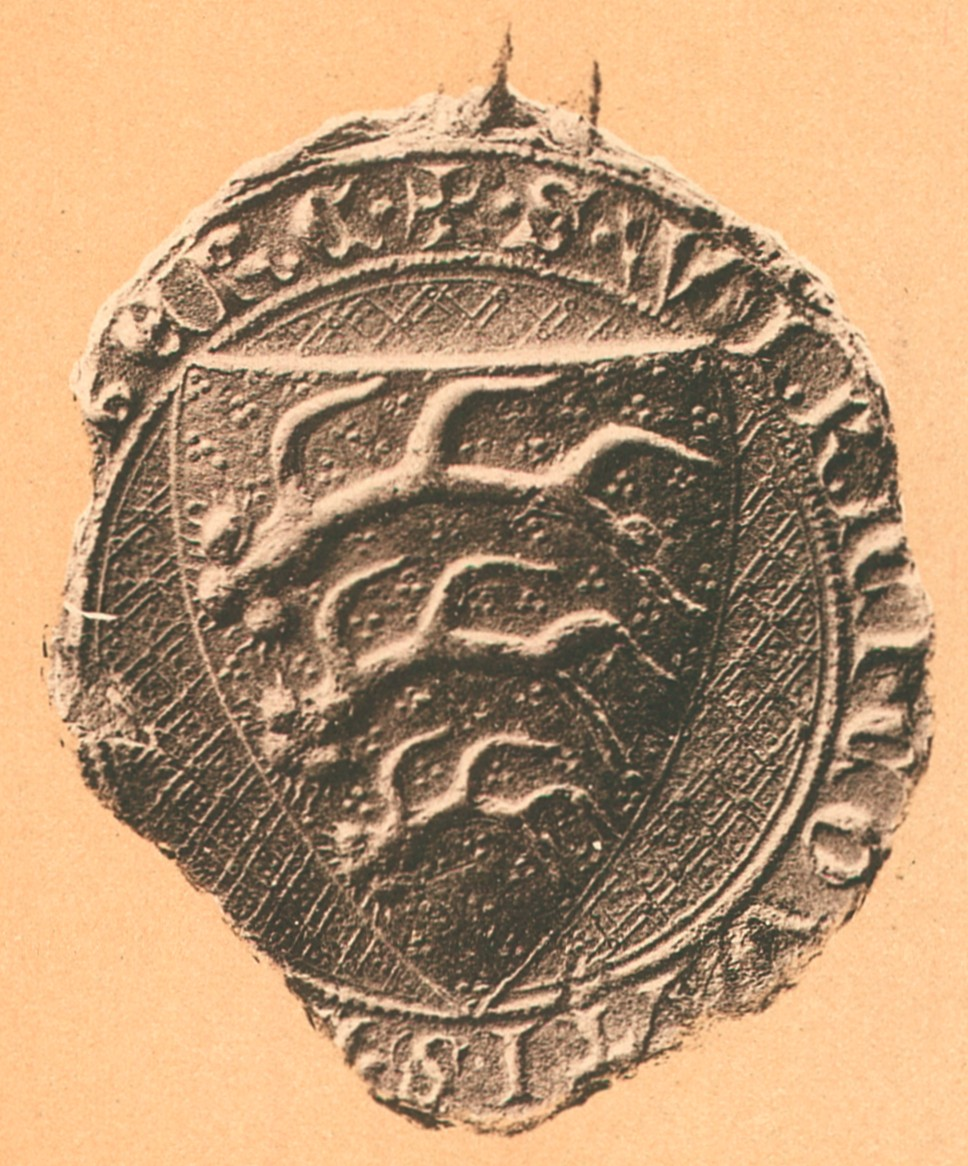
Sello de Ulrico I con las tres astas, 1259
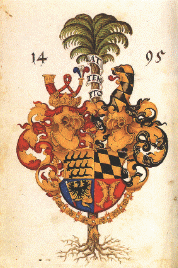
Escudo de armas ducal de Wurtemberg, de fecha de 1495
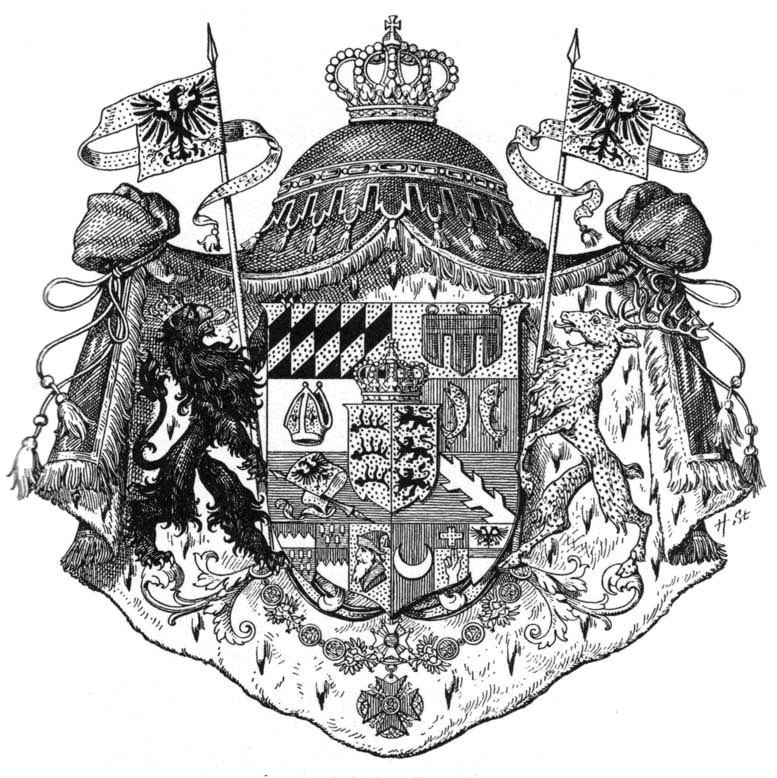
Escudo de armas mayor del Reino de Wurtemberg
Variante de las armas concedidas a los Duques de Urach en 1867
Armas de los Duques de Teck 1871-1917
Armas de María de Teck como reina consorte del Reino Unido de Gran Bretaña e Irlanda
Escudo de armas durante la República de Weimar